# Kanton La Roche-Canillac
Kanton La Roche-Canillac (francouzsky Canton de La Roche-Canillac) je francouzský kanton v departementu Corrèze v regionu Limousin. Tvoří ho 11 obcí.

## Obce kantonu
- Champagnac-la-Prune
- Clergoux
- Espagnac
- Gros-Chastang
- Gumond
- Marcillac-la-Croisille
- La Roche-Canillac
- Saint-Bazile-de-la-Roche
- Saint-Martin-la-Méanne
- Saint-Pardoux-la-Croisille
- Saint-Paul